# Ebenezer Hagan
Ebenezer Benyarko Hagan (ur. 1 października 1975 w Kumasi) – ghański piłkarz grający na pozycji pomocnika. W reprezentacji Ghany rozegrał 12 meczów i strzelił 1 gola.

## Kariera klubowa
Swoją karierę piłkarską Hagan rozpoczął w klubie Obuasi Goldfields. W 1993 roku zadebiutował w jego barwach w ghańskiej Premier League. W sezonach 1993/1994 i 1994/1995 wywalczył z Goldfields dwa tytuły mistrza Ghany.
W 1995 roku Hagan wyjechał do Grecji i został zawodnikiem klubu AO Kalamata. W Kalamcie grał do końca sezonu 1997/1998. Latem 1998 roku przeszedł do Iraklisu Saloniki. W Iraklisie występował przez pięć sezonów. W 2003 roku odszedł do innego klubu z Salonik, PAOK-u. Z kolei na początku 2005 roku stał się zawodnikiem APOEL-u. W sezonie 2006/2007 grał w rodzimym Sekondi Hasaacas, w którym zakończył karierę.
| Sezon   | Klub               | Kraj   | Rozgrywki                 | Mecze | Bramki |
| ------- | ------------------ | ------ | ------------------------- | ----- | ------ |
| 1993/94 | Ashanti Goldfields | Ghana  | Premier League            | ?     | ?      |
| 1994/95 | Ashanti Goldfields | Ghana  | Premier League            | ?     | ?      |
| 1995/96 | AO Kalamata        | Grecja | Alpha Ethniki             | 19    | 1      |
| 1996/97 | AO Kalamata        | Grecja | Alpha Ethniki             | 24    | 3      |
| 1997/98 | AO Kalamata        | Grecja | Alpha Ethniki             | 28    | 4      |
| 1998/99 | Iraklis Saloniki   | Grecja | Alpha Ethniki             | 31    | 8      |
| 1999/00 | Iraklis Saloniki   | Grecja | Alpha Ethniki             | 31    | 2      |
| 2000/01 | Iraklis Saloniki   | Grecja | Alpha Ethniki             | 27    | 3      |
| 2001/02 | Iraklis Saloniki   | Grecja | Alpha Ethniki             | 23    | 2      |
| 2002/03 | Iraklis Saloniki   | Grecja | Alpha Ethniki             | 22    | 0      |
| 2003/04 | PAOK FC            | Grecja | Alpha Ethniki             | 26    | 4      |
| 2004/05 | PAOK FC            | Grecja | Alpha Ethniki             | 4     | 0      |
| 2004/05 | APOEL FC           | Cypr   | Protathlima A’ Kategorias | 10    | 1      |
| 2006/07 | Sekondi Hasaacas   | Ghana  | Premier League            | ?     | ?      |

## Kariera reprezentacyjna
W reprezentacji Ghany Hagan zadebiutował w 1994 roku. W 1996 roku zagrał z kadrą olimpijską na Igrzyskach Olimpijskich w Atlancie. W kadrze narodowej grał od 1994 do 1997 roku rozegrał 12 meczów i strzelił 1 gola.